# Het Groene Huis

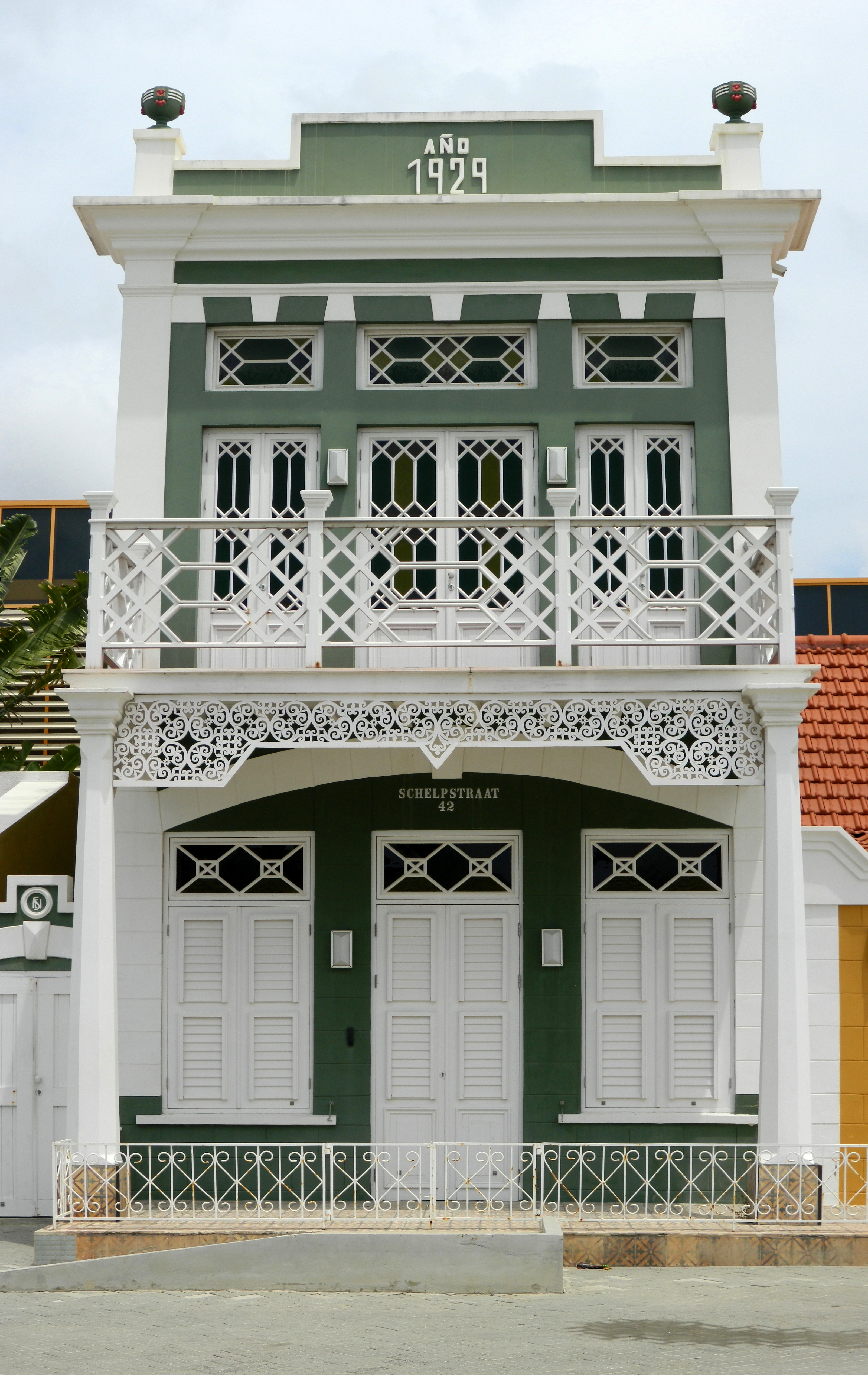
Het Groene Huis, auch genannt: Cas Ecury

Het Groene Huis ist eine unter Denkmalschutz stehende Villa im Zentrum von Oranjestad auf der Insel Aruba. Sie wurde 1929 vom Architekten Merdardo „Dada“ Picus gebaut. Der grüne Anstrich war namensgebend.
Den Beinamen Cas Ecury bekam die Liegenschaft, weil sie lange Zeit das Wohnhaus der Familie des wohlhabenden Geschäftsmannes Dudun Ecury war. In diesem Haus lebte auch der Widerstandskämpfer Boy Ecury, bis er 1937 in die Niederlande verzog.
Die vom Architektenstudio Bichara durchgeführte Restaurierung war eine Initiative des Denkmalamtes von Aruba und wurde von der Europäischen Union mitfinanziert.
Derzeit wird das Gebäude als Ausstellungsfläche und Büro des Archäologischen Museums genutzt.